# Grammorhoe conjunctaria
Grammorhoe conjunctaria är en fjärilsart som beskrevs av Lederer 1853. Grammorhoe conjunctaria ingår i släktet Grammorhoe och familjen mätare. Inga underarter finns listade i Catalogue of Life.